# Hans Felber
Hans-Gustav Felber (8 de julio de 1889 - 8 de marzo de 1962) fue un general en la Wehrmacht de la Alemania Nazi durante la II Guerra Mundial.

## Biografía
A partir del 15 de octubre de 1939 Felber fue jefe de Estado Mayor del 2.º Ejército, convirtiéndose en jefe de Estado Mayor del Grupo de Ejércitos Centro en febrero de 1940.
El 25 de octubre de 1940 recibió el mando del XIII Cuerpo de Ejército con el que luchó en la Unión Soviética. En abril de 1942, fue transferido al Höheres Kommando z. b. V. XXXXV, después renumerado LXXXIII Cuerpo de Ejército y Grupo de Ejércitos Felber, estacionado en Francia.
El 15 de agosto de 1943 se convirtió en Militärbefehlshaber Südost, comandante de todas las tropas alemanas en Serbia, Croacia y Grecia. Entre el 26 de septiembre y el 27 de octubre de 1944 encabezó el Grupo de Ejércitos Serbia.
El 6 de diciembre de 1944 lideró el Grupo de Cuerpos Felber, que fue renombrado XIII Cuerpo de Ejército a partir del Cuerpo XIII original que había sido desbandado tras la aplastante derrota en la Ofensiva Leópolis-Sandomierz. Entre el 22 de febrero y el 25 de marzo de 1945 Felber fue comandante del 7.º Ejército.

## Condecoraciones
- Cruz de Caballero de la Cruz de Hierro el 17 de septiembre de 1941 como General der Infanterie y comandante del XIII. Armee-Korps[1][2]